# Käthe Lipke
Käthe Lipke (auch Käte) (* 2. Mai 1881 in Rochau; † 12. August 1969 in Halberstadt) war eine deutsche Malerin und Pädagogin.

## Leben
Lipke wurde als Tochter des Rochauer Pfarrers Georg Eduard Rudolph Lipke geboren.
Ihre künstlerische Ausbildung erhielt sie in Berlin und anschließend an der Kunstschule in Weimar, wo sie Schülerin von Fritz Mackensen war. Seit 1916 arbeitete sie in Halberstadt als Kunsterzieherin. Sie schrieb das Stück Hoppentintel. Ein Märchenspiel für Marionetten in sechs Bildern, das 1922 von der Hanseatischen Verlagsanstalt veröffentlicht wurde.
Sie war Mitglied des Verbands Bildender Künstler der DDR.

## Rezeption
„Käthe Lipke stand zwischen Impressionismus und Expressionismus. Zu ihren Eigenheiten gehören ein kräftiges Kolorit und eine flotte Malweise. Ihr Pinselduktus wurde mit demjenigen Max Liebermanns verglichen. Ihre Motive fand sie insbesondere in der Vorharzlandschaft sowie in der Halberstädter Altstadt. Beachtliches leistete sie vor allem im Porträt.“

## Werke (Auswahl)
- Inneres der Halberstädter Synagoge (1930, Aquarell, 66 × 41 cm; Städtisches Museum Halberstadt)[5]
- Der Stelzfuss (Aquarell?; wohl spätestens 1950 als Künstlerpostkarte in der Mappe Alt Halberstadt mit 13 Arbeiten weiterer Künstler publiziert)[6]

- Sitzende Frau (um 1950, Tuschzeichnung, 42 × 29,6 cm; Gleimhaus Halberstadt)[7]

- Selbstporträt (1950, Öl;  Gleimhaus)[4]
- Bei der Arbeit / Selbstporträt (1958, Öl, 65 × 50 cm)

## Ausstellungen (mutmaßlich unvollständig)
- 1957: Halberstadt, Städtisches Museum („Kabinettausstellung Bildender Kunst der Gegenwart: Käthe Lipke; Ein Querschnitt durch 50jähriges Schaffen einer Halberstädter Malerin“)

- 1960: Berlin, Pavillon der Kunst („Frauenschaffen und Frauengestalten in der bildenden Kunst. 50 Jahre Internationaler Frauentag.“)